# 닥터 스톤
《닥터 스톤》(영어: Dr.STONE)은 「주간 소년 점프」 2017년 14월호부터 2022년 14호까지 연재된 이나가키 리이치로(일본어: 稲垣理一郎) 원작의 Boichi가 그린 일본의 판타지, SF 만화로 모두가 돌이 되어 굳어진 이후 서력 5738년의 지구에서 문명과 인류를 되찾으려는 이야기를 그리고 있다. 단행본은 전 26권으로 나왔다.

## 줄거리
그날, 사람들은 모두 돌이 되어버렸다.
어느 날 알 수 없는 빛에 휩싸이고 모든 것은 돌이 되어 굳어져 버린다. 타이주는 그동안 좋아하던 같은 학교의 여학생 오가와 유즈리하에게 고백하려던 순간 돌이 되어버리고 3700년이 지난 후 깨어날 수 있었다. 천재 이과생 이시가미 센쿠는 타이주보다 반년 정도 이르게 돌에서 깨어나 과학의 힘으로 돌이 된 생명을 깨우는 방법을 터득한다. 드디어 유즈리하를 깨우려던 순간 맹수의 습격을 받는 위기일발의 상황에서 영장류 최강의 고교생이라는 시시오 츠카사를 깨우고 엄청난 무력과 함께 위험에서 벗어나 안심하지만, 그는 어른은 타락했다고 여겨 자신을 폭행했던 돌이 된 중년 남성을 부숴 버리고 이 지구에 성인 인간은 깨워서는 안 된다며 센쿠 일행과 대치하며 분열하는데...

## 목소리 출연
- 이현: 이시가미 센쿠
- 양준건: 오오키 타이주
- 문남숙: 오가와 유즈리하, 어린 유즈리하, 미나미
- 백승철: 시시오 츠카사, 아카시
- 원호섭: 바쿠야
- 양석정: 크롬
- 김수영: 코하쿠, 셔블, 엔, 루비, 초크
- 최덕희: 루리, 릴리안
- 장미: 스이카, 알루미, 사파이어, 쿠자쿠
- 이호산: 아사기리 겐, 겐부, 모리토
- 공경은: 어린 타이주
- 김도영: 어린 센쿠
- 정성훈: 킨로, 나트리
- 곽윤상: 재스퍼, 운모, 사간
- 김성연: 터쿼이즈, 아즈라, 루리 어머니, 호무라
- 황창영: 긴로, 카보, 하가네, 쿄이치로, 라면맨
- 김현지: 가넷
- 박상훈: 마그마, 고잔
- 시영준: 코쿠요
- 이창민: 맨틀, 티탄
- 정주원: 간엔, 아르고
- 탁원제: 카세키
- 김보나: 코니
- 민승우: 야코프
- 조진숙: 달리아
- 서반석: 샤밀
- 고구인: 효가
- 김병현: 나나미 류스이
- 이주승: 요우
- 이은조: 닛키
- 정의택: 우쿄, 맨틀
- 신나리: 어린 츠카사
- 이세레나(구 이명화): 미라이
- 임채빈: 만화작가
- 미소(구 김다빈): 프랑수아
- 김서현: 사가라, 어린 류스이
- 이동윤: 쇼우, 와이맨
- 오건우: 소유즈
- 장채연: 빔
- 박준형: 모즈
- 이주은: 아마릴리
- 손정민: 키리사
- 김종엽: 이바라

## 우리말 녹음 방영 목록

### 제1기
| 회차 | 제목                         | 방송 일자        |
| ---- | ---------------------------- | ---------------- |
| 1화  | 스톤 월드                    | 2020년 11월 3일  |
| 2화  | 스톤 월드의 왕               | 2020년 11월 3일  |
| 3화  | 과학 무기                    | 2020년 11월 3일  |
| 4화  | 봉화를 올려라                | 2020년 11월 3일  |
| 5화  | 스톤 월드의 시작             | 2020년 11월 10일 |
| 6화  | 스톤 월드의 두 나라          | 2020년 11월 10일 |
| 7화  | 200만 년이 존재하는 곳       | 2020년 11월 10일 |
| 8화  | 스톤 로드                    | 2020년 11월 10일 |
| 9화  | 이 손에 과학의 등불을        | 2020년 11월 17일 |
| 10화 | 얄팍한 동맹                  | 2020년 11월 17일 |
| 11화 | 선명한 세상                  | 2020년 11월 17일 |
| 12화 | 등을 맞댄 동료들             | 2020년 11월 17일 |
| 13화 | 가면을 쓴 전사               | 2020년 11월 24일 |
| 14화 | 화염의 요술사                | 2020년 11월 24일 |
| 15화 | 200만 년의 결정체            | 2020년 11월 24일 |
| 16화 | 수천 년의 이야기             | 2020년 11월 24일 |
| 17화 | 백 번의 밤과 천 개의 하늘    | 2020년 12월 1일  |
| 18화 | 스톤 워즈                    | 2020년 12월 1일  |
| 19화 | 그리고 현대로                | 2020년 12월 1일  |
| 20화 | 동력의 시대                  | 2020년 12월 1일  |
| 21화 | 스파르타 공작 클럽           | 2020년 12월 8일  |
| 22화 | 보물                         | 2020년 12월 8일  |
| 23화 | 과학의 물결                  | 2020년 12월 8일  |
| 24화 | 목소리는 아득히 먼 저 너머로 | 2020년 12월 8일  |

### 제2기
| 회차 | 제목                   | 방송 일자       |
| ---- | ---------------------- | --------------- |
| 1화  | 스톤 워즈의 시작       | 2021년 8월 9일  |
| 2화  | 직통 연락망            | 2021년 8월 9일  |
| 3화  | 죽은 자에게서 온 전화  | 2021년 8월 16일 |
| 4화  | 전군 출격              | 2021년 8월 16일 |
| 5화  | 스팀 고릴라            | 2021년 8월 23일 |
| 6화  | 탈옥                   | 2021년 8월 23일 |
| 7화  | 극비 미션              | 2021년 8월 30일 |
| 8화  | 최후의 결전            | 2021년 8월 30일 |
| 9화  | 부수는 자와 구하는 자  | 2021년 9월 6일  |
| 10화 | 인류 최강의 콤비       | 2021년 9월 6일  |
| 11화 | 프롤로그 오브 닥터스톤 | 2021년 9월 13일 |

### 제3기
| 회차 | 제목                      | 방송 일자       |
| ---- | ------------------------- | --------------- |
| 1화  | 뉴 월드 맵                | 2023년 7월 25일 |
| 2화  | 욕망 = 정의               | 2023년 7월 25일 |
| 3화  | 첫 번째 접촉              | 2023년 8월 1일  |
| 4화  | 과학의 눈                 | 2023년 8월 1일  |
| 5화  | 과학선 페르세우스         | 2023년 8월 8일  |
| 6화  | 보물 상자                 | 2023년 8월 8일  |
| 7화  | 절망과 희망의 빛          | 2023년 8월 22일 |
| 8화  | 비장의 카드는 과학의 배에 | 2023년 8월 22일 |
| 9화  | 아름다운 과학             | 2023년 8월 29일 |
| 10화 | 과학 전쟁                 | 2023년 8월 29일 |
| 11화 | 기적은 이 손바닥으로      | 2023년 9월 5일  |